# Santiago Antúnez de Mayolo
Santiago Antúnez de Mayolo (Huacllán, Áncash, 10 de enero de 1887-Lima, 20 de abril de 1967) fue un físico, ingeniero y matemático peruano. Fue candidato al Premio Nobel de Física en 1943.
Graduado en ciencias matemáticas en la Universidad de San Marcos, viajó a Francia para obtener el título de ingeniero electricista en la Universidad de Grenoble. Retornó al Perú en 1912. Ejerció la docencia universitaria en San Marcos y recorrió el Perú, buscando caídas de agua para la instalación de centrales eléctricas. Se le deben los estudios fundamentales para la construcción de la central hidroeléctrica Cañón del Pato, así como el diseño de la central hidroeléctrica de Machu Picchu y del gran complejo hidroeléctrico del Mantaro, que hoy lleva su nombre. Fue además precursor de la física moderna, pues en su trabajo titulado Hipótesis sobre la constitución de la materia (1924) propuso la existencia de una energía no eléctrica, a la que denominó elemento neutro, ocho años antes del descubrimiento del neutrón. Asimismo, en 1932, publicó otro estudio titulado Los tres elementos constitutivos de la materia, en el cual predijo la existencia del positrón (electrón positivo), poco antes de que se demostrara experimentalmente.
En su honor, el principal centro universitario de Huaraz, capital del departamento de Áncash, lleva su nombre.

## Biografía
Nació en la hacienda de Bella Vista, distrito de Huacllán, provincia de Aija, en el del departamento de Áncash. Sus padres fueron Ángel Antúnez de Mayolo Valenzuela y María Bárbara Gomero y Quijano.
Estudió en el Colegio Nacional La Libertad de Huaraz y luego en el Colegio Nuestra Señora de Guadalupe (Lima), en este último tuvo como compañero y amigo al famoso escritor peruano Abraham Valdelomar. En 1905 ingresó como alumno en la sección de Ciencias Matemáticas de la Universidad Nacional Mayor de San Marcos de Lima, donde tuvo por maestros a Artidoro García Godos, José Granda Esquivel, Enrique Hermosa y Federico Villarreal. El 24 de diciembre de 1906, durante la clausura del año académico, recibió de manos del presidente José Pardo y Barreda una distinción por sus altas calificaciones y se le hizo entrega de la medalla de oro de su promoción.
En 1907, ocurrido el fallecimiento de su padre, su familia decidió enviarlo a proseguir sus estudios en Europa. Por recomendación del ingeniero Emilio Guaarini, físico italiano que había trabajado en el Perú como profesor de electricidad en la Escuela de Artes y Oficios de Lima, Antúnez de Mayolo escogió el Instituto Electrotécnico de la Universidad de Grenoble en Francia, para seguir sus estudios de ingeniería. Los estudios en Grenoble duraron hasta 1909. El 14 de agosto de ese año se le otorgó el diploma de Ingeniero Electricista y tres meses más tarde recibió el diploma de Estudios de Química Industrial y Electroquímica.
En 1910, efectuó un año de prácticas en los talleres de la Sociedad de Electricidad Alioth en Münchenstein-Bâle, cerca de Basilea, Suiza, a la que pocos años antes se le había encargado la construcción de todo el material eléctrico para las poderosas centrales hidroeléctricas de Hauterive y Montbovon; aprendiendo las tecnologías desarrolladas por Alioth, que incluían también la construcción de locomotoras eléctricas.
Al término de sus prácticas en 1911 realizó una gira por diferentes países europeos visitando plantas electrosiderúrgicas. De esa manera, conoció la planta de la ciudad Le Creusot y la acería Paul Giraud en Francia, la acería Stassano de Milán en Italia, la planta de Saint Poelten en Austria, la de Duseldorf en Alemania y la fundición de Trollhatan en Suecia, reconociendo en dichos lugares las aplicaciones tecnológicas del momento. Asimismo, interesado también en el tema de los fertilizantes recorrió a las plantas electroquímicas de Piano d'Orta en Italia y las instalaciones de la Sociedad Noruega del Salitre en Nottoden.
De Noruega pasó a Londres y de allí, en febrero de 1912, viajó a Nueva York matriculándose en un curso de electricidad aplicada en la Universidad de Columbia. Es en Nueva York donde conoció a la noruega Lucie Rynning, con quien contrajo matrimonio el 28 de junio de 1912, regresando con ella al Perú en diciembre del mismo año. Ambos tuvieron un hijo Santiago Erik Antúnez de Mayolo Rynning, historiador y abogado que llegaría a ser diputado del Congreso de la República y quien murió en mayo del 2013.
En 1923 se doctoró en Ciencias Matemáticas en la Universidad de San Marcos. En 1924 participó en el III Congreso Científico Panamericano celebrado en Lima.
En agosto de 1933 fue nombrado profesor del Departamento de Electricidad de la Escuela Nacional de Artes y Oficios de Lima. Allí impartió las asignaturas de Electricidad Aplicada e Industrial. Su labor docente la continuó de manera ininterrumpida hasta el año 1959.
Entre las décadas de 1930 y 1950 desplegó una profusa labor científica investigando, no solo en el campo de la ingeniería y la física, sino también en la arqueología y la historia.

## Desempeño profesional

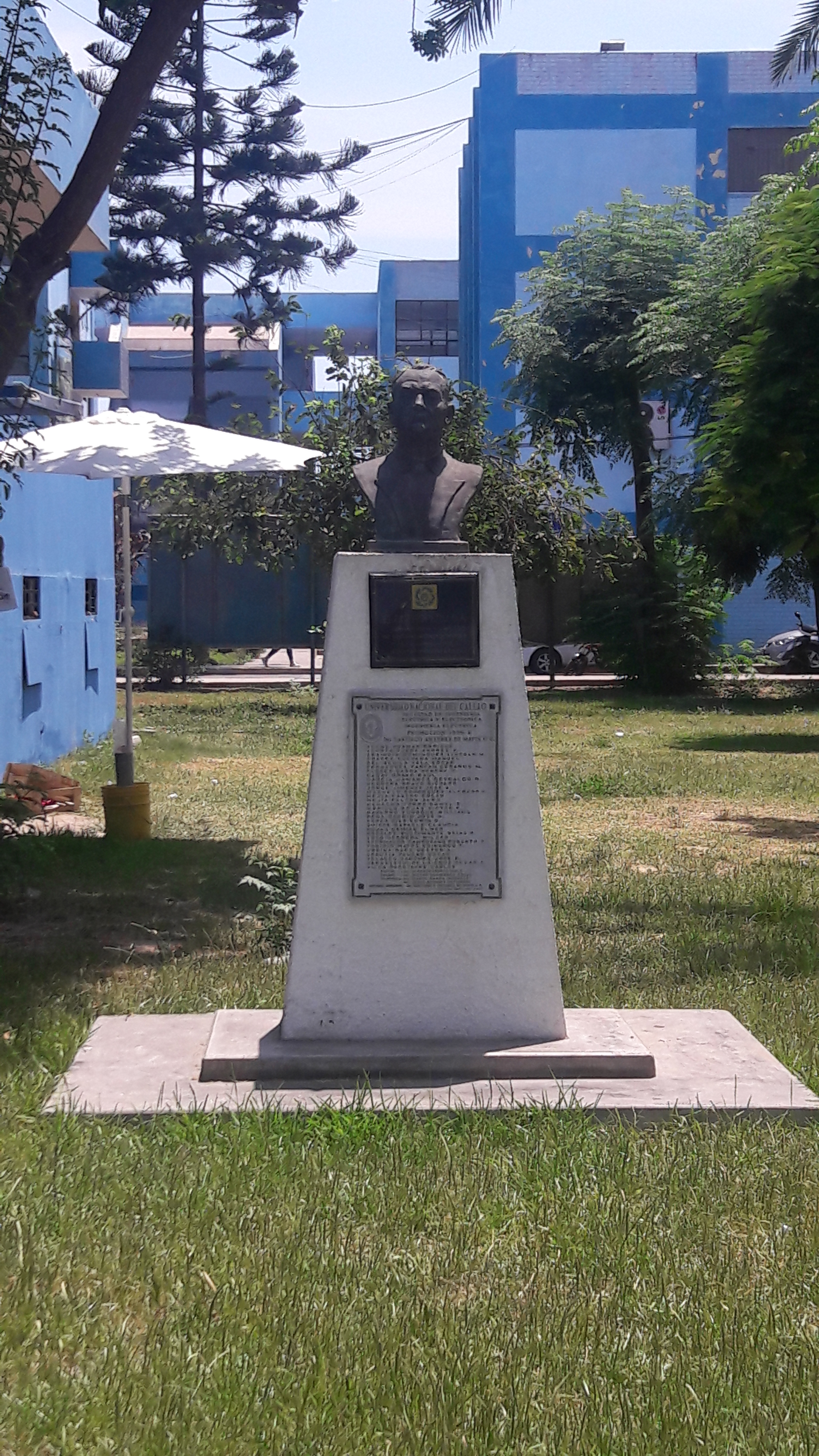
Monumento de Santiago Antúnez de Mayolo en la Universidad Nacional del Callao.

En 1913 era presidente del Perú Guillermo Billinghurst, con quien Santiago Antúnez de Mayolo se puso a sus órdenes apenas llegado del extranjero; sin embargo, se le ofreció un puesto con sueldo exiguo para estudiar la navegabilidad de los ríos en la inexplorada selva de Madre de Dios, ofrecimiento que fue rechazado por recomendación de su amigo, el senador por Áncash, Germán Schreiber Waddington.
Rechazado el ofrecimiento, Santiago Antúnez de Mayolo partió a la villa de Aija, Áncash, en compañía de su esposa Lucie. Estando allí, nació su primogénito Erick Santiago, el 4 de abril de 1913.
A principios de mayo de ese año salió de Aija rumbo a Huaraz teniendo como meta conocer y explorar el Cañón del Pato, a fin de observar la energía potencial de las aguas del río Santa a su paso por dicho desfiladero y así confirmar la factibilidad de sus cavilaciones: instalar una potente central hidroeléctrica para suministro de la región y de una futura fábrica de abonos sintéticos. Luego de recorrer el Cañón del Pato y realizar los cálculos y mediciones correspondientes, corroboró su idea de construir allí una central hidroeléctrica.
Volvió a Lima en agosto de 1913 animado para exponer al presidente Billinghurst sus estudios sobre hidroelectricidad en el Cañón del Pato; sin embargo encontró un cerrado obstáculo en el ministro de Fomento y Obras Públicas, Fermín Málaga Santolalla, quien tildó de imposible tal proyecto. Esto no desanimó a Antúnez de Mayolo, quien, en sociedad con Marcial Pastor, diputado por Lambayeque, fundó el 23 de septiembre de 1913 la Compañía Hidroeléctrica del Cañón del Pato, con el objeto de impulsar su proyecto de industrialización de la región Santa. Sin embargo, unos años más tarde los socios liquidarían el proyecto.
En mayo de 1914 comenzó a trabajar como ingeniero electricista en la Empresa Minera Explotadora Huallanca en la provincia de Dos de Mayo en Huánuco. Esta empresa de capitales alemanes explotaba la mina San Francisco. Allí se ocupó de levantar los planos de algunos socavones y participar de la instalación de las líneas de transmisión eléctrica para las minas. Estando en dicho puesto estalló la Primera Guerra Mundial, lo que trajo como consecuencia que la minera redujera personal y Antúnez de Mayolo tuviera que buscar nuevo trabajo. Probando fortuna se dirigió a la región de Monzón, aprovechando para redactar los resultados finales de su investigación sobre la hidroelectricidad del Cañón del Pato denominándolo "Proyecto Hidro-Eléctrico Químico del Cañón del Pato".
En febrero de 1916 regresó a Lima para ocupar el cargo de ingeniero subjefe de Alumbrado y Fuerza Motriz en las Empresas Eléctricas Asociadas, dirigido en esos años por Mariano Ignacio Prado Ugarteche, como gerente general. En dicha empresa empezó a diseñar y dirigir los trabajos de interconexión eléctrica con el Callao, que hasta ese año recibía el servicio de suministro eléctrico de la Compañía del Gas. Paralelamente, había empezado desde junio de 1916 como profesor en los cursos de electricidad y física en la antigua Escuela de Ingenieros del Perú. La labor docente la ejercería ininterrumpidamente hasta 1959, cuando se jubiló siendo Decano de la Facultad de Química de la Universidad Mayor de San Marcos.
Santiago Antúnez de Mayolo trabajó en las Empresas Eléctricas Asociadas hasta 1924, año en que tomó la administración la compañía italiana Latinalux. Durante dicho período participó en las ampliaciones de las centrales de Santa Rosa, Chosica y Yanacoto; en los trabajos de alumbrado de Lima para las fastuosas celebraciones del centenario de la Independencia del Perú en 1921; y delineó la vasta labor de transformación de las redes de distribución aéreas por redes subterráneas que se inició en agosto de 1923.
En 1923 se graduó como Doctor en Ciencias Matemáticas en la Universidad de San Marcos, con la tesis sobre la “Teoría Cinética del Potencial Newtoniano y algunas aplicaciones a las Ciencias Físicas”.
Antúnez de Mayolo también incursionó en la política; en 1931 fue elegido para integrar el Congreso Constituyente de aquel año; sin embargo, fue frustrado debido a la anulación de los primeros comicios por las sublevaciones y levantamientos que se produjeron en contra de la candidatura del presidente Luis M. Sánchez Cerro.
En 1943 fue nombrado asesor técnico de la Corporación Peruana del Santa, que debía construir la Central Hidroeléctrica del Cañón del Pato, encomendándosele la preparación de los estudios necesarios, no solo en la ejecución de dicho proyecto, sino también para la electrificación del Perú. Por ello, recorrió y estudió los cauces de los ríos Vilcanota y Urubamba en el Cusco, el cauce del río Mantaro a su paso por Huancavelica y el Pongo de Manseriche en Amazonas. A partir de ello, propuso la construcción de centrales hidroeléctricas en cada uno de dichos lugares que años más tarde se materializarían. Así, en 1958 se inauguró la Central Hidroeléctrica del Cañón del Pato; en 1964 la Central Hidroeléctrica de Machu Picchu; y en 1973, la Central Hidroeléctrica del Mantaro.
En 1953 fue elegido Decano de la Facultad de Química de la Universidad Mayor de San Marcos siendo invitado a viajar a Europa en el año 1954 por el Consejo Británico, el Ministerio de Relaciones Exteriores de Francia y el Ministerio de Asuntos Exteriores de España con el fin de visitar instituciones científicas y dictar conferencias en las universidades de Madrid y París.
En 1964 publicó su estudio sobre “Luz, Materia y Gravitación”, y en octubre de ese mismo año, con ocasión de la realización de un fórum sobre el proyecto Hidroeléctrico del río Mantaro, dictó la conferencia “Estudio de un Plan de Electrificación del Perú”, donde reunió por última vez los proyectos más importantes para garantizar el suministro eléctrico del Perú.
Hasta sus últimos años continuó investigando y difundiendo sus estudios, como sucedió con sus investigaciones sobre las culturas Chavín y Tiahuanaco, publicados en 1965.
En 1966 recibió el reconocimiento del Congreso de la República otorgándole la Medalla de Comendador por sus relevantes méritos e importantes servicios prestados al país como hombre de ciencia y por sus estudios que comprobaron el potencial hidroeléctrico del Mantaro.

## Aportes importantes
Elaboró numerosos estudios y proyectos que abarcaron las especialidades de física, ingeniería, historia y arqueología; distinguiéndose en ellos su afán por resolver las falencias de energía e industrialización del Perú.
El primer proyecto publicado fue su estudio sobre el potencial hidroeléctrico del Cañón del Pato, que tituló "Proyecto de la Instalación Hidro-Electro-Química del Cañón del Pato sobre el río Santa-Perú" , elaborado originalmente en 1915 y actualizado en 1940 fue la columna vertebral de sus proyectos de ingeniería, a la cual dedicó gran parte de su vida hasta verla cristalizada en 1958 con la inauguración de la Hidroeléctrica del Cañón del Pato, la primera central construida en una bóveda subterránea.
En 1920 publicó "Las caídas del agua del departamento de Áncash", y tres años después presentó "El transporte de 140,000 HP del Cañón del Pato a Lima y el Ferrocarril de Lima a Chimbote", con los cuales complementaba el proyecto inicial de la Central Hidroeléctrica del Cañón del Pato y la industrialización de esa región.
En octubre de 1923 presentó la Teoría Cinética del Potencial Newtoniano y algunas aplicaciones a las Ciencias Físicas la cual a decir del propio Antúnez de Mayolo «versa sobre un nuevo aspecto de la teoría del potencial de las fuerzas newtonianas (...) mediante la interpretación del significado de la velocidad de la luz».

### Existencia del neutrón y del positrón
En 1924 durante el III Congreso Científico Panamericano presentó la ponencia Hipótesis sobre la constitución de la materia, en la que predijo la existencia del elemento neutro, adelantándose ocho años a su descubrimiento a cargo del físico inglés James Chadwick, quien lo llamó "Neutrón". Estuvo entre los candidatos del premio Nobel de Física en 1943. Cabe resaltar al respecto, que en la actualidad en ninguna obra especializada en el neutrón menciona la predicción de Antúnez de Mayolo, ni siquiera en Historia del Neutrón de Donald J. Hughes, aspecto que por las evidencias históricas se debe hacer el esfuerzo para lograrlo.
En 1930 publicó su estudio Nueva Ley de las Distancias Planetarias en el Sistema Solar y su interpretación física, donde incluye al todavía casi desconocido planeta Plutón, en esa fecha recientemente descubierto por el científico V. Slipher desde el observatorio de Lowell.
En 1932 publicó su estudio Los Tres Elementos Constitutivos de la Materia, en el cual predijo la existencia del Positrón, definiéndolo como el electrón positivo en los rayos cósmicos, poco antes de que lo demostrara experimentalmente el físico estadounidense Carl David Anderson, por el que ganó el premio Nobel de Física en 1936. Al respecto, el mismo Antúnez de Mayolo refiere sobre este descubrimiento y sus esfuerzos por difundirlo en las esferas científicas:

"A principios del año 1932, preparé un trabajo prediciendo la existencia del electrón positivo en los rayos cósmicos, trabajo que requería llevar a París para lo que pedí al presidente General Sánchez Cerro que me diera un pasaje de ida y vuelta a Francia. El general Sánchez Cerro me negó tal ayuda y entonces remití mi trabajo a nuestro Ministro en Francia, Sr. Francisco García Calderón, pidiéndole que lo remitiese a la Academia de Ciencias de París, como en efecto lo hizo".

En 1934 publicó un artículo denominado El Mundo es un sistema en Equilibrio Inestable en el cual confirmó la existencia del neutrón al decir «la materia contiene siempre neutro nuclear alrededor del cual se condensan los elementos polares activos: la electricidad positiva y la electricidad negativa, formando los corpúsculos eléctricos: protones, electrones y positrones, que constituyen, lo que llamamos materia. Los elementos polares libres sin neutro que se revelan a nosotros, entre otras formas, como campos electromagnéticos, forman la energía como poder de acción».

### Otros estudios
En 1934 publicó en francés su estudio sobre los campos electromagnéticos y el campo gravitacional Une meme equation pour le champ electromagnetique et le champ gravitationnel, el cual presenta a la Real Academia de Ciencias de Italia.
En 1935 publica la obra Las Ruinas de Tinyash, que comprende un estudio arqueológico de madurez y rigurosidad. En ella relata su expedición al Alto Marañón, la que incluye una visita a Chavín de Huántar y presenta el descubrimiento, en la localidad de Tinyash, de una estela lítica con un dibujo de una divinidad humana, que atribuyó ser el "Apu de Tinyash".
En 1936 se publica Gravitación, que reúne sus estudios en los campos de la luz, la materia, los campos electromagnéticos y la gravedad, que complementa posteriormente con las publicaciones de sus trabajos sobre la teoría electromecánica de la luz en 1940 y sobre la cuantificación del campo electromagnético en su obra Una nueva clave en las encrucijadas de la Física, aparecida en 1942.
En 1944 en calidad de asesor técnico de la Corporación Peruana del Santa, encargada de la construcción de la Central del Cañón del Pato, alcanza un detallado informe denominado Proyecto del Alto Marañón o del Pongo de Manseriche, que contemplaba la construcción de una represa en dicho pongo para obtener de esta manera una caída de agua y así instalar una central hidroeléctrica. Proyecto que lamentablemente no fue adoptado con interés por el Ministerio de Fomento y Obras Públicas.
En 1945 presentó el Proyecto para la construcción de la Central Hidroeléctrica de Pongo sobre el río Mantaro. Este estudio siguió a otro referido a potencial hidroenergético de los ríos Vilcanota y Urubamba en el Cusco, con los que se organizó luego la idea de un Plan General de Electrificación Nacional, al cual sumó su proyecto inicial del Cañón del Pato. Estudios que, posteriormente en 1958, sirvieron de base para la construcción de la Central hidroeléctrica de Machu Picchu y la Central Hidroeléctrica del Mantaro.
En 1946 presentó su propuesta de Desviación del río Chamaya hacia la costa de Lambayeque, con la finalidad de irrigar las extensas pampas de Olmos. El proyecto elaborado en 1945 contemplaba el represamiento de las aguas del río Chamaya y la derivación de sus aguas por un túnel de 54 kilómetros de longitud hacia la quebrada del río Olmos para la irrigación de unas 100,000 hectáreas de tierras proyectadas en la desértica Lambayeque.
En 1951 realizó el estudio La Gran Lima y la Desviación del río Mantaro al Rímac considerando el rápido crecimiento de la capital y la demanda de mayor energía eléctrica. La realización muchos años después de los proyectos de Marcapomacocha y Marca II, que trajeron las aguas de la vertiente del Atlántico hacia la capital, traspasando la cordillera por túneles y canales, demostraron la factibilidad del proyecto de Antúnez de Mayolo.

## Principales ediciones
- Teoría cinética del potencial newtoniano y algunas aplicaciones físicas (1923)
- Nueva ley de las distancias planetarias en el sistema solar y su interpretación física (1925)
- La génesis de los servicios eléctricos de Lima (1929)
- Los tres elementos primordiales constitutivos de la materia (1932)
- Determinación de la constante alfa de estructura fina por la teoría unitaria del campo electromagnético (1935)
- Teoría electromagnética de la luz y sus relaciones con la teoría electromagnética de Maxwell y la teoría de los quantos (1940)
- Una nueva clave de las encrucijadas de la física (1942)
- Luz-espacio cósmico-materia (1949)
- Las energías cósmicas y el enigma de la vida (1950)
- El lenguaje eléctrico de la teoría corpuscular de la luz (1954)
- Relato de una idea a su realización o la Central Hidroeléctrica del Cañón del Pato (1957)
- La divinidad de las culturas Chavín y Tiahuanaco (1966).